# Mehmed Kodro
Mehmed Kodro, més conegut com a Meho Kodro, (Mostar, 12 de gener, 1967) fou un futbolista i actual entrenador de futbol bosnià.

## Trajectòria
Kodro debutà a primera divisió l'any 1985 amb el Velež Mostar, el club de la seva ciutat. A l'inici de les Guerres Balcàniques, Kodro emigrà a la península Ibèrica a les files de la Reial Societat de Sant Sebastià, on es mostrà com un gran golejador, obrint-li les portes del FC Barcelona. Jugà al club català la temporada 1995-1996, però no realitzà una gran campanya, marcant només 9 gols i afectat per les lesions. En acabar la temporada fitxà pel CD Tenerife i posteriorment pel Deportivo Alavés, acabant la seva trajectòria al Maccabi Tel Aviv FC d'Israel.
Kodro formà part, tant de la selecció iugoslava (1991 - 1992, 2 partits) com de la de Bòsnia i Hercegovina de 1996 a 2000, marcant 3 gols en 13 partits.
L'any 2006 fou assistent de José Mari Bakero a la Reial Societat. El 5 de gener de 2008, va ser nomenat màxim responsable de la selecció bosniana. Dirigí l'equip dos partits amistosos però rebutjà fer-ho contra la selecció de l'Iran el 26 de maig del mateix any, i va ser destituït.